# Gheorghe Susarenco
Gheorghe Susarenco (n. 30 iulie 1956, în Sadova, Călărași — d. 5 august 2014, Chișinău) a fost un politician și jurist din Republica Moldova, deputat în Parlamentul Republicii Moldova ales în legislatura 2005-2009 pe listele Partidului Popular Creștin Democrat. Din 1990 până în 1995 a fost judecător la Curtea Supremă de Justiție a Republicii Moldova, iar între 1995 și 2001 - judecător la Curtea Constituțională a Republicii Moldova. Din noiembrie 2009 până în martie 2011 a fost viceministru al Justiției Republicii Moldova.

## Biografie
Gheorghe Susarenco s-a născut la 30 iulie 1956, în satul Sadova, raionul Călărași, RSS Moldovenească, URSS, în familia lui Dumitru (1929-2007) și Maria Susarenco (1935-2007). Gheorghe era cel mai mare copil din familie, fiind urmat de Vladimir (care e cu trei ani mai mic) și de Tatiana. Între 1973-1978 a studiat la Facultatea de Drept a Universității de Stat din Moldova. După absolvirea facultății a fost angajat în funcția de consultant juridic la Consiliul raional al colhozurilor din Dubăsari, funcție în care a fost până în 1985. Ulterior, timp de cinci ani de zile a activat în calitate de vicepreședinte al Comitetului executiv orășenesc Dubăsari și președinte al Judecătoriei raionului Dubăsari. Din 1990 până în 1995 a fost judecător la Curtea Supremă de Justiție a Republicii Moldova. La alegerile parlamentare din 1994 a fost membru al Comisiei Electorale. Între 1995 și 2001 a fost judecător la Curtea Constituțională a Republicii Moldova. Din 1998 până în 2005 a fost președinte al Asociației “Freedom House Moldova”. Din 1999 până la deces a fost lector universitar la Catedra de Drept Constituțional a Universității de Stat din Moldova. În anul 2000 a fost distins cu medalia “Meritul Civic”. Între februarie 2001 și iulie 2004 a practicat meseria de avocat, iar între 2004-2005 a fost viceprimar al municipiului Chișinău. În anul 2002 el a devenit membru de onoare al Asociației Magistraților din România. Între anii 2005-2009 a fost deputat în Parlamentul Republicii Moldova din partea Partidului Popular Creștin Democrat. Din noiembrie 2009 până în martie 2011 a deținut funcția de viceministru al Justiției Republicii Moldova. Din 2009 până în 2010 a mai fost membru al Alianței „Moldova Noastră”.
Din martie 2011 până la decesul său în august 2014 a fost membru al Mișcării Populare Antimafie, condusă de Sergiu Mocanu.
În data de 5 august 2014, în urma unui atac de cord survenit în jurul orei 19:20, Gheorghe Susarenco se stinge din viață la spitalul Aparatului Guvernului Republicii Moldova, în care a fost internat chiar de ziua sa de naștere, în data de 30 iulie 2014.
Gheorghe Susarenco avea trei copii. El a fost căsătorit inițial cu Ala Susarenco, din 1977, dar au divorțat. După care a mai avut un mariaj de 10 ani cu Lucia Popa, care a durat până la decesul său, în 2014.

## Publicații
Gheorghe Susarenco este coautorul monografiei „Constituția Republicii Moldova, comentată articol cu articol” și al rapoartelor naționale „Drepturile omului în Republica Moldova” (anii 1999, 2000, 2001). A mai scris articolul "Mass-media atacată în justiție: legislația și practica judiciară", inserat în culegerea "Libertățile mass-media în Republica Moldova".